# Folkomröstning
| Folkomröstning |
| --- |
| Affischer för de båda alternativen i 2016 års brittiska folkomröstning om medlemskap i EU. - Betydelse – omröstning bland medborgare angående politiskt beslut - Varianter – rådgivande f. (referendum), beslutande f. (plebiscit) - Bakgrund – direktdemokratin i antikens Grekland, Schweiz och USA - Användning – allt vanligare sedan 1970-talet |

En folkomröstning, i vissa länder ofta benämnt efter sina latinska namn plebiscit eller referendum, är en omröstning där ett politiskt beslut helt eller delvis fattas utanför den representativa församlingen. I vissa länder, exempelvis USA, skiljer man på referendum och initiative, där det sistnämnda utlyses på initiativ av medborgarna.

## Historik
Folkomröstningsbegreppet har sin bakgrund i den direktdemokrati som var i bruk i de antika statsstaterna i Grekland. Under modern tid har traditionen med folkomröstningar främst utvecklats i Schweiz och USA. I det förra landet har bruket utvecklats ur den äldre traditionen med folkmöten i (små) kantoner och kommuner. Folkomröstningar, som årligen är cirka ett halvdussin på federal nivå, anses komplettera demokratin i ett land med närmast permanent samlingsregering.
De flesta demokratiska stater har använt sig av det här politiska instrumentet. År 2016 var dock Indien, Israel och Japan tre länder utan erfarenhet av folkomröstningar. I USA är folkomröstningar vanliga i countyn och delstater, men ännu har ingen genomförts på federal nivå.
Sedan 1970-talet har antalet folkomröstningar blivit allt vanligare.

## Olika sorters folkomröstningar

### Referendum
Referendum är en folkomröstning av rådgivande slag. Ursprungligen kommer ordet av latinets referat, där referendum är en gerundivumform – som bör framföras. I diplomatiskt språkbruk betecknar ad referendum en fråga som inte är förut behandlad, och där frågan kommer att underställas ombudens regeringar.
I statsrättslig mening omfattar referendum följande huvudsakliga varianter:
- Initiativ, det vill säga möjligheten att väcka en fråga som politiker på nationell, regional eller lokal nivå kan använda för att rådfråga väljarna i speciella frågor. Det kan också väckas på initiativ av medborgarna i så kallat medborgarinitiativ.
- Fakultativt referendum, efter det att ett visst antal medborgare eller väljare har krävt det, rådfrågas om ett beslut, eller två motstridiga beslut om samma fråga.
- Obligatoriskt referendum, samma som det fakultativa med skillnaden att rådfrågandet inte är frivilligt.
- Författningsreferendum, en omröstning om en grundlag eller författning
- Lagreferendum, en omröstning om en lag

I Sverige var folkomröstningarna 1922, 1955 och 1980 rådgivande. Inför folkomröstningen 1994 lovade däremot riksdagen att följa folkets beslut. Denna folkomröstning är därmed närmare en plebiscit.

### Plebiscit
Plebiscit är en form av beslutande folkomröstningar, där folkets beslut blir bindande för den beslutande representativa församlingen. Uttrycket kommer från latinets plebscitum, av orden scitum som betyder beslut och plebs som var plebejer i Rom. I det Romerska riket var plebiscit namn på beslut som enbart berörde plebejer till skillnad från lagar – lex som gällde för hela samhället.
I Frankrike under Napoleon I kom ordet att användas för de resolutioner som utfärdades och underställdes allmän folkomröstning. Instrumentet kom även att användas av Napoleon III.

## Folkomröstningar i olika länder
Folkomröstningar används i många länder för att låta folket besluta eller råda de folkvalda i viktiga frågor. Nedan beskrivs främst de folkomröstningar som genomförts på nationell nivå i ett antal länder.

### Danmark
- Folkomröstningen om försäljning av Danska västindien, 1916
- Folkomröstningen om ändring av 1915 års grundlag, 1920.
- Folkomröstningen om Maastrichtfördraget, 1992
- Folkomröstningen om Edinburghavtalet, 1993
- Folkomröstningen om Amsterdamfördraget, 1998
- Folkomröstningen om införande av euron, 2000

### Frankrike
- Folkomröstning om Konstitutionen i Frankrike 1958
- Folkomröstning om Maastrichtfördraget i Frankrike 1992
- Folkomröstningen om EU:s konstitution 2005

### Nederländerna
- Folkomröstningen om EU:s konstitution 2005
- Folkomröstningen om EU:s samarbetsavtal med Ukraina, 2016

### Norge
I Norge är folkomröstningsbegreppet inte omnämnt i grundlagen, varför en folkomröstning bara kan vara rådgivande. Följande har hållits:
- Om upplösning av unionen med Sverige – 1905
- Om val av kung – 1905
- Om brännvinsförbud – 1919, och om avskaffande 1926
- Om medlemskap i EG – 1972
- Om medlemskap i EU – 1994

### Schweiz
I Schweiz har 393 nationella medborgarinitiativ tagits sedan år 1893. Av dessa nådde 273 tröskeln för antalet insamlade underskrifter (krav på 100 000). 170 initiativ ledde fram till en folkomröstning men bara 17 fick en majoritet bland både medborgare och kantoner. Under de senaste 50 åren har sociala frågor, ekonomin, miljön och freden varit de dominerande frågorna för folkomröstningar.
Många initiativ och medborgarbeslut har handlat om det demokratiska systemet. På regional och lokal nivå handlar folkomröstningarna oftast om konkreta byggprojekt.
Bland internationellt omtalade folkomröstningar i Schweiz finns:
- Medlemskap i EES 1992, gav nej
- Avtal med EU (som liknar EES) 2000, gav ja
- Starta medlemskapsförhandling med EU 2001, gav nej
- Medlemskap i Schengen 2005, gav ja
- Begränsa fri rörlighet för EU-medborgare 2014, gav ja
- Basinkomst 2016, gav nej

### Sverige
Historiskt sett har partipolitiska insatser genomförts för att stärka den representativa demokratin med direktdemokratiska inslag sedan år 1894 med Riksdagens nyhetsgrupp med förslag på lokala folkomröstningar. Socialdemokraterna kom med det första förslaget om Folkinitiativ och folkomröstningar (beslutande folkomröstningar, Plebiscit) år 1917 men fick avslag, men år 1919 fick man sedan bifall till införande av rådgivande folkomröstningar. Mellan år 1948-1993 har de borgerliga partierna fört fram förslag om att genomföra beslutande folkomröstningar med vetorätt för kommunfullmäktige.
Flera statliga utredningar har genomförts inom demokratiområdet, ett exempel på hållpunkter i demokratipolitiken är "Lokal demokrati i utveckling" (SOU 1993:90). Miljöpartiet och Kristdemokraterna förde sedan fram förslaget om ett förstärkt folkinitiativ men fick avslag 1997. År 2003 förde Miljöpartiet och de borgerliga partierna fram förslaget om förstärkt folkinitiativ till folkomröstningar på kommunal nivå. Alla riksdagspartierna beslutade sedan 2008 att införa ett förstärkt folkinitiativ inom ramen för den reformerade grundlagen. Riksdagen röstade för förslaget den 2 juni och sedan infördes förstärkt folkinitiativ i januari 2011.
Nationella folkomröstningar regleras i regeringsformen (8 kap. 2 § 5 punkten). Enligt denna ska Riksdagen stifta en lag om folkomröstning i den aktuella frågan. Den första nationella folkomröstningen handlade om Rusdrycksförbud år 1922. Därefter följde Högertrafik år 1955; Pensionsfrågan (Allmän Tjänstepension, ATP) år 1957; Kärnkraften år 1980; EU-medlemskapet år 1994; samt EMU-medlemskap år 2003. Folkomröstningar i Sverige är bara rådgivande - Referendum, politikerna kan fatta ett beslut som strider mot valresultatet, se exempelvis folkomröstningen om högertrafik. I en typ av fall är dock en svensk folkomröstning beslutande: om frågan gäller en föreslagen grundlagsändring och folkomröstningen hålls i samband med ett riksdagsval, så är ett nej i folkomröstningen bindande. Någon beslutande folkomröstning har ännu aldrig hållits. Kommunala och landstingsfolkomröstningar regleras i kommunallagen (5 kap. 23 §).
Sedan januari år 2001 gäller i Sverige att minst tio procent av de röstberättigade i kommun respektive landstingskommun kan begära folkomröstning (förstärkt folkinitiativ). Om kommunfullmäktige respektive landstingsfullmäktige godkänner initiativet, så genomförs folkomröstningen. I Sverige har än ett 100-tal folkomröstningar i kommuner och landsting genomförts men många av dessa har fått avslag.
Valmyndigheten ansvarar även för folkomröstningar.